# Albatross Entertainment
La Albatross Entertainment è una società che si occupa di produzione cinetelevisiva.

## Storia
La Albatross Entertainment nasce a Roma nel 2002 dall'esperienza consolidata di Alessandro Jacchia e Maurizio Momi. Ha al suo attivo produzioni di fiction e format televisivi, lungometraggi cinematografici e diversi libri.
Produce fiction indistintamente sia per Rai che per Mediaset.

## Televisione

### Serie TV
- Il bene e il male, regia di Giorgio Serafini (2009)
- Terra ribelle, regia di Cinzia TH Torrini e Ambrogio Lo Giudice (2010 - 2012)
- Il restauratore, registi vari (2012 - 2014)

### Miniserie TV
- L'uomo sbagliato, regia di Stefano Reali (2005)
- L'uomo che sognava con le aquile, regia di Vittorio Sindoni (2006)
- Operazione pilota, regia di Umberto Marino (2007)
- L'amore e la guerra, regia di Giacomo Campiotti (2007)
- La terza verità, regia di Stefano Reali (2007)
- L'uomo che cavalcava nel buio, regia di Salvatore Basile (2009)
- L'isola dei segreti - Korè, regia di Ricky Tognazzi (2009)
- Lo scandalo della Banca Romana, regia di Stefano Reali (2010)
- L'ombra del destino (2011)
- Gli anni spezzati, regia di Graziano Diana (2014)

### Film TV
- La vita rubata, regia di Graziano Diana (2008)

## Cinema
- La fiamma sul ghiaccio, regia di Umberto Marino (2005)

## Editoria
- P.O.V. - La fiamma sul ghiaccio (di artisti vari, 2004)
- L'uomo sbagliato (di Stefano Zurlo, 2005)
- La strega della TV: Wanna Marchi (di Stefano Zurlo, 2009)